# 维施泰特
维施泰特是德国下萨克森州的一个市镇。总面积18.49平方公里，总人口1767人，其中男性898人，女性869人（2011年12月31日），人口密度96人/平方公里。